# Pique (carte à jouer)
Pour les articles homonymes, voir Pique.

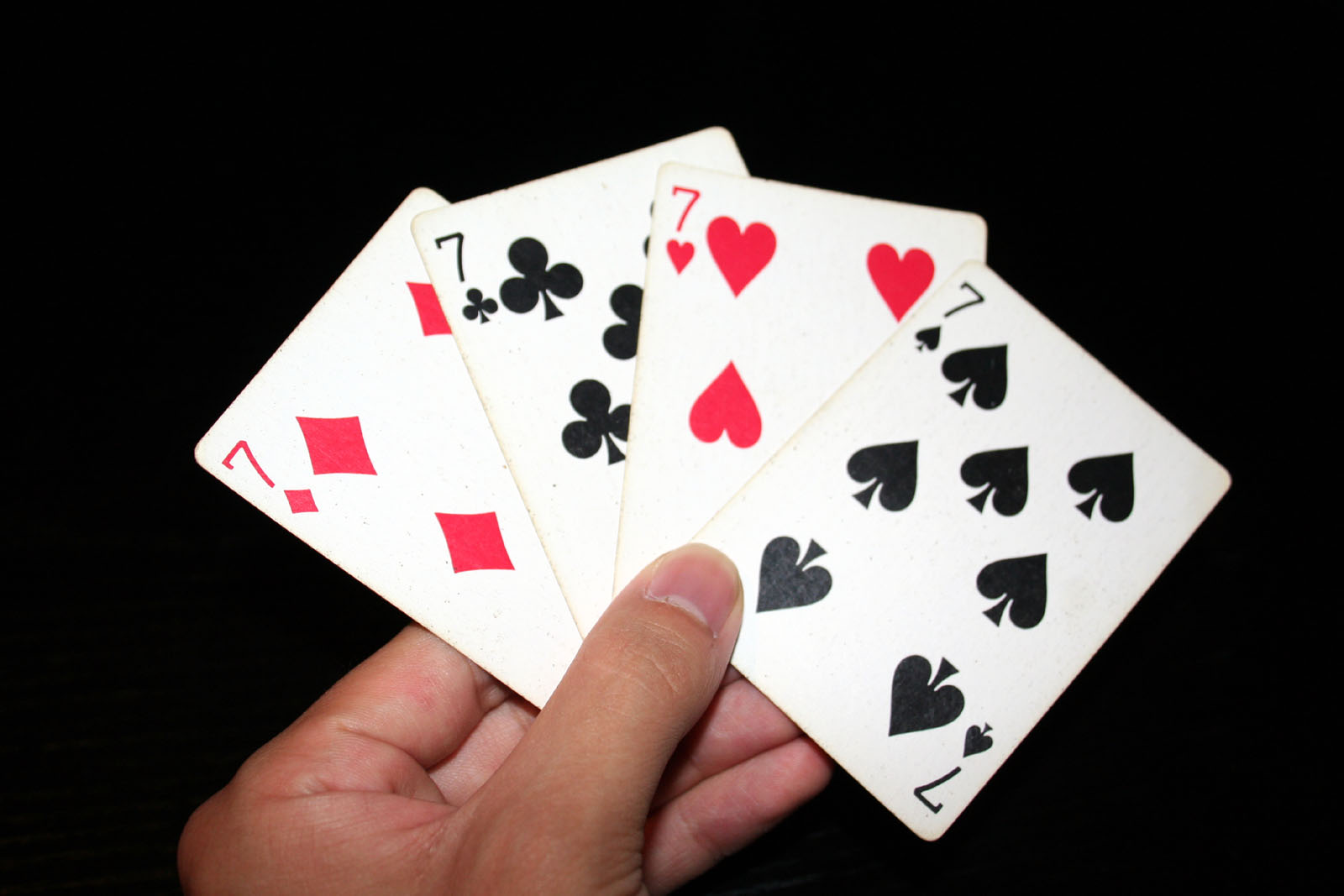
Une main de quatre sept : le sept de pique est la carte la plus à droite.

Le pique est une enseigne de cartes à jouer, l'une des quatre enseignes françaises avec le cœur, le carreau et le trèfle.

## Nom
Le terme « pique » désigne, au XIVe siècle, une arme formée d'une pointe de fer placée au bout d'une hampe. Pour les cartes à jouer, le terme pourrait provenir d'une analogie avec l'enseigne latine dont elle est dérivée, l'épée.
Dans d'autres langues, le terme est généralement un dérivé de « pique » (allemand Pik, espagnol picas, russe пики, tchèque piky, etc.) ou d'une adaptation d'« épée » (anglais spades, portugais espadas, etc.).

## Caractéristiques
L'enseigne de pique est représentée par une forme de pique très stylisée, pointe vers le haut, le bas s'évasant en deux arcs de cercle et revenant vers le centre pour ensuite former une sorte de pied.
Généralement, les piques sont de couleur noire. Ils forment l'une des deux couleurs majeures au bridge (avec les cœurs).
La galerie suivante reprend les piques d'un jeu de 52 cartes au portrait français :

As
2
3
4
5
6
7
8
9
10
Valet
Dame
Roi

## Historique
Les premières cartes à jouer éditées en Europe ne comportent aucune des enseignes rencontrées dans les jeux français. Les enseignes latines (bâtons, deniers, épées et coupes) sont probablement adaptées des jeux de cartes provenant du monde musulman,. Les enseignes françaises sont introduites par les cartiers français à la fin du XVe siècle, probablement par adaptation des enseignes germaniques (glands, grelots, feuilles et cœurs).
Les enseignes françaises procèdent d'une simplification des enseignes précédentes, permettant une reproduction plus aisée (et donc un moindre coût de fabrication). L'enseigne de pique pourrait trouver son origine dans celle de feuille dans les enseignes germaniques, débarrassée de ses détails. Le passage de l'épée des enseignes latines à la feuille des enseignes germaniques pourrait quant à elle provenir d'une altération de la poignée de ces premières.

Épée, portrait de Trévise
Épée, portrait de Plaisance
Feuille, portrait de Bavière
Pique, portrait de Paris

## Codes informatiques
Le symbole fait l'objet de deux encodages Unicode :
- U+2660 ♠ pique noir (HTML : &#9824; &spades;)
- U+2664 ♤ pique blanc (HTML : &#9828;)